# Celou Arasco
Celou Arasco, né à Pau (quartier du Hédas) le 11 avril 1921 et mort dans la même ville le 3 mars 1951, est un écrivain et romancier français. Il est principalement connu pour le cycle romanesque des « papillons noirs » (nom donné aux romans par son épouse, Marcelle Balussou) organisé autour de la vie au quartier du Hédas, initié par la publication en 1948 de la Côte des Malfaisants.

## Biographie
Arasco est né le 11 avril 1921, le fils d’une mère béarnaise, Céline Bousquet et d’un fils d’émigré aragonais Grégoire Arasco, originaire de la région de Jaca, installé au quartier du Hédas, à Pau au début du XXe siècle.
Son nom de plume était la contraction des prénom et nom de son épouse, Marcelle Balussou (1921-2010), qui avait été sa voisine d’enfance au 24 rue Bernadotte.
Après des études chez les religieux à la paroisse Saint-Jacques de Pau, puis chez les Prêtres du Sacré Cœur de Jésus de Bétharram, il refuse de devenir missionnaire. A l'âge de seize ans, Arasco est ouvrier d’usine, puis travaille dans un bureau. A l'âge de 20 ans, il obtient un poste dans une banque paloise, qu'il perd lorsqu'il contracte la tuberculose, que l'on nomme alors phtisie. Celou Arasco et Marcelle Balussou se marient le 19 mars 1941 et vivent alors au 3 Rue Perpignaa. Marcelle occupe alors un poste dans une librairie paloise, lui permettant d'obtenir les adresses des éditeurs à qui communiquer les premiers manuscrits de son mari, dont celle de René Julliard, fondateur des Éditions Julliard.
Romancier parmi les plus prometteurs de sa génération, Arasco s'était signalé lors de la Côte des Malfaisants, que récompensa le prix Fénéon.
Ce premier roman marqua le début de la série des « papillons noirs », poursuivie avec Terrain vague et les Joies de la Tulipe. Le jeune écrivain palois avait entamé la rédaction de Virgo singularis — dont le début est daté du 10 janvier 1951 — lorsqu'il décéda, laissant ses deux filles et sa femme.
Ses obsèques sont célébrées à l'église Saint-Jacques de Pau.

## Hommage
Il est cité dans Le Palais d'hiver et Un air de famille, roman de Roger Grenier paru en 1965.

## Œuvres
- La Côte des malfaisants[9], Julliard, 1948 (Prix Fénéon 1950) réédité en 2016 par Les 3 Chaises éditions - Massat
- Terrain vague[10], Julliard, 1949
- Les Joies de la tulipe, Julliard, 1950
- Les deux amis et Toujours plus haut, in Contes Béarnais illustrés par Roger aux Éditions E. Plumon